# Die Damen (Künstlergruppe)
Die Damen (Eigenschreibweise: DIE DAMEN) waren eine feministische Künstlerinnengruppe aus Wien, die durch ihre parodistischen Performanceauftritte bekannt wurden.

## Geschichte
ONA B., Evelyne Egerer, Birgit Jürgenssen und Ingeborg Strobl gründeten 1987 die Künstlerinnengruppe Die Damen. Neben den Performances in der Öffentlichkeit arbeiteten sie mit den Medien Fotografie, Video und Objekten, wie Einladungen, Postkarten, Briefmarken, Kleinschriften und Editionen.
Ihre erste gemeinsame Aktion veranstalteten die vier Künstlerinnen am 8. Januar 1988 im Bahnhofsrestaurant des Wiener Westbahnhofes unter dem Titel „Aus gegebenem Anlass“. Dazu ließen sie Postkarten drucken, die sie verteilten, auf denen sie sich in Anlehnung an ein Foto von Christian Skrein aus dem Jahr 1968 als „Die vier neuen Mitglieder des Ersten Wiener Männergesangvereins“ inszenierten. Skrein hatte die damalige männlich dominierte Avantgarde der Wiener Kunstszene auf Regiestühlen sitzend unter dem Motto „Wir nicht“ für ein Plakat fotografiert. Über ihren Köpfen war der jeweilige Name notiert. Während alle männlichen Künstler mit ihrem Nachnamen bezeichnet waren, wurde die einzige Frau auf diesem Foto nur mit ihrem Vornamen, Ingrid, benannt. Beide Fotos wurden nebeneinander 2015 in der Ausstellung Blühendes Gift mit dem Untertitel Zur feministischen Appropriation des österreichischen Unbewussten im Museum Moderner Kunst Stiftung Ludwig Wien präsentiert.
In den folgenden Jahren wurde die ironisch-kritische Selbstinszenierung, mit der sie sexistische Geschlechterstereotype und Rollenklischees persiflierten, zu einem charakteristischen Mittel der Gruppe. Nahezu alle ihre Aktivitäten dokumentierte der Wiener Fotograf Wolfgang Woessner. Nach dem Ausscheiden von Strobl 1992 wirkte der Konzeptkünstler Lawrence Weiner aus New York City mit. Seine Praxis des Crossdressings hinterfragte, was eine „Dame“ ausmache. Unter dem Motto To Bitch Is To Be/Böse ist besser/Cattivo É meglio beteiligte sich die Gruppe 1993 an der 45. Biennale von Venedig mit Postkarten, die sie in der ganzen Stadt verteilten, einem Plakat und einer Aktion auf dem Markusplatz. Anlässlich ihrer Einzelausstellung 2013 in der Landesgalerie für zeitgenössische Kunst St. Pölten, die letzte Zusammenarbeit der Gruppe, zu der auch Ingeborg Strobl wieder kam, schrieb Margareta Sandhofer: Sie „trieben ein raffiniertes, durchaus amüsantes Theater, feinsinnig, voll ironischer Widersprüchlichkeit, voller kleiner hinterhältiger Spitzen ...“

## Ausstellungen
Einzelausstellungen
- 2013: Die Damen, Landesgalerie für zeitgenössische Kunst in St. Pölten
- 2022: Die Damen, Museum der Moderne Salzburg[5]

Beteiligungen
- 1990: Teilnahme als Vertreterinnen Österreichs an der dritten Kunstbiennale in Ankara
- 1993: Teilnahme an der 45. Biennale di Venezia
- 1998: Lifestyle, Kunsthaus Bregenz
- 2004: Arbeitswelten, Groß-Plakate im Außenraum, Museum in progress,  Arbeiterkammer Wien
- 2012: Reflecting Fashion, Museum Moderner Kunst Stiftung Ludwig Wien (mumok)
- 2015  Blühendes Gift, mumok, Wien
- 2019/2020: Time Is Thirsty, Kunsthalle Wien[6]
- 2021/2022: Ladies and Gentlemen: the fragile feminist we, Neue Galerie Graz

## Veröffentlichungen
- Die Damen, Bildband, Text: Chidori Genta, Fotos: Wolfgang Woessner, Folio Verlag, Wien/Bozen 1995, ISBN 978-3-85256-026-7.
- Die Damen, Ausstellungskatalog, hrsg. Landesgalerie für Zeitgenössische Kunst, St. Pölten/Krems, Verlag für Moderne Kunst, Nürnberg 2013, ISBN 978-3-86984-446-6. Texte: Deutsch und Englisch (271 Seiten; Inhaltsverzeichnis, DNB).